# Mármara (ort i Grekland, Grekiska fastlandet)
Mármara (Marmara) är en ort i Grekland.   Den ligger i prefekturen Fthiotis och regionen Grekiska fastlandet, i den centrala delen av landet, 170 km nordväst om huvudstaden Aten. Mármara ligger 881 meter över havet och antalet invånare är 231.
Terrängen runt Mármara är kuperad åt sydväst, men åt nordost är den bergig. Terrängen runt Mármara sluttar norrut. Runt Mármara är det glesbefolkat, med 16 invånare per kvadratkilometer. Närmaste större samhälle är Spercheiáda, 11,6 km norr om Mármara. I omgivningarna runt Mármara växer i huvudsak blandskog.